# Doin' Somethin' Right
Doin' Somethin' Right è il secondo album in studio del cantante statunitense Billy Currington pubblicato il 18 ottobre 2005.

## Tracce
1. I Wanna Be a Hillbilly – 3:06
2. Good Directions – 3:35
3. Must Be Doin' Somethin' Right – 4:29
4. Why, Why, Why – 2:45
5. That Changes Everything – 3:49
6. Little Bit Lonely – 3:46
7. She's Got a Way with Me – 4:46
8. Lucille (Kenny Rogers cover) – 4:08
9. Whole Lot More – 2:31
10. Here I Am – 3:41
11. She Knows What to Do with a Saturday Night – 3:38